# Heqaib III.
Heqaib (III.) war ein altägyptischer Beamter um 1850 v. Chr. und damit am Ende der 12. Dynastie (Mittleres Reich). Er war Bürgermeister und Priestervorsteher auf der Insel Elephantine.
Heqaib war der Sohn von Zattjeni. Der Name seines Vaters ist unbekannt. Er ist nur von einer Statue bekannt, die er in dem Heiligtum des Heqaib auf Elephantine aufstellen ließ. 2013 wurde sein Grab gefunden. Es enthielt unter anderem einen beschrifteten Sarg und eine Mumienmaske.